# Вторичное использование стеклотары

Кодовый символ, указывающий, что стеклотара может быть вторично переработана

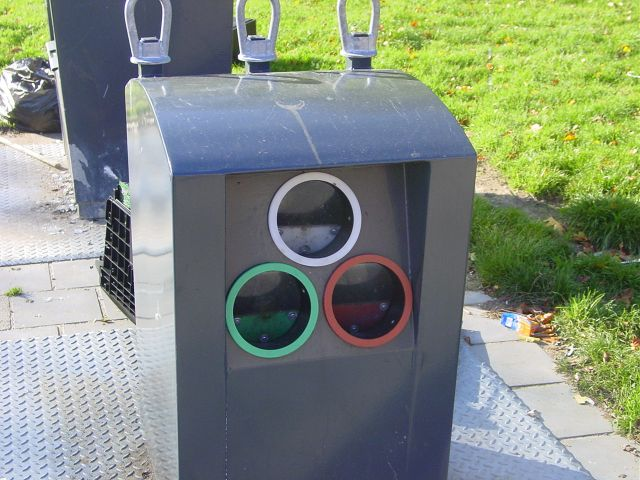
Мусорный контейнер с отсеками для разных типов стеклотары

Вторичное использование стеклотары — использование стеклянной тары в каких-либо целях после того, как её пеpвичное содержимое уже использовано.

## Основные виды использования
Основными видами вторичного использования (рециклинга) стеклотары являются:
1. Промышленное повторное использование по прямому предназначению в первоначальном виде без деструкции (мытьё стеклотары).
2. Использование в качестве сырья для производстве новых стеклоизделий (переплавка битого стекла[Комм. 1]).

Помимо этого, существует множество альтернативных и нетрадиционных видов использования стеклотары. В частности, вторичное использование стеклотары может быть близким к её первоначальной функции (например, упаковка для продуктов питания), но может и сильно отличаться (например, декоративное оформление изгороди пустыми бутылками, см. также ниже).
Использование стеклотары в тех или иных странах (как в качестве вторсырья, так и в альтернативных целях) сильно зависит от культурных и исторических условий.
Так, в одних странах стеклотара при рециклинге преимущественно используется (или использовалась) повторно в своём первоначальном виде без её разрушения, для чего подвергается мойке специальными растворами (например, в бывшем СССР), а в других используется, в основном стеклобой, как сырьё при производстве новых стеклоизделий, для чего уже при опускании в контейнер для сбора вторсырья разбивается специальными приспособлениями, а полученный бой стекла затем подвергается переплавке.
Оба указанных способа имеют определённые достоинства.

### Переплавка стеклобоя
Данный вид вторичного использования стеклотары имеет следующие достоинства:
1. Таким образом уменьшается общее количество мусора[Комм. 3].
2. При производстве нового стеклоизделия не расходуются новые природные ресурсы (исходное сырьё для производства стекла — песок, сода, известняк, дополнительные компоненты).
3. При изготовлении стеклоизделия из стеклобоя тратится на 20 % меньше энергии, чем при производстве из природного сырья, так как переплавка стеклобоя происходит при более низкой температуре, чем при первоначальной выплавке стекла. В связи с этим, печи, в которых плавят стеклобой, меньше изнашиваются
4. Стеклобой стоит дешевле исходного сырья для производства стекла.
5. Меньший расход энергии приводит к уменьшению выбросов парниковых газов — окиси азота и двуокиси углерода.
6. Вторичная переработка стеклобоя решает проблему утилизации стеклотары не принимаемой в пунктах приёма стеклотары.
7. Технология выплавки стекла из природного сырья требует, чтобы шихта содержала около 20 % стеклобоя (аналогично, в шихту для выплавки железа из руды требуется добавлять металлолом).

### Мытьё стеклотары
На фоне достоинств переплавки стеклобоя мытьё стеклотары выглядит не менее (если не более) предпочтительным:
1. Это также способ борьбы с бытовыми отходами.
2. При мойке вторичной стеклотары новые природные ресурсы (исходное сырьё для производства стекла) также не расходуются.
3. Энергии на мытьё стеклотары тратится ещё меньше, чем на переплавку.
4. Выброс парниковых газов — окиси азота и двуокиси углерода практически сведён к минимуму (если не к нулю).
5. Вторичная переработка стекла также создаёт новые рабочие места.
6. В таких больших по площади странах, как СССР (Россия, США,  Канада, Германия, и т. п.) значительно сокращаются расходы на транспортировку стеклотары предприятиям-потребителям (см. ниже).

Данный способ повторного использования был предпочтительным как в СССР, странах социализма, так и на постсоветском пространстве. Частично это было связано с плановой системой хозяйства, предусматривавшей относительно небольшое число стекольных заводов (при объективно высокой потребности в стеклотаре), а также считавшей нерациональным расходование значительных энергоресурсов, материальных средств и трудозатрат на переплавку стеклотары по сравнению с её мытьём.
А также, при этом сокращаются расходы на транспортировку. Поскольку основные стеклозаводы как в бывшем СССР, так и в современной России находятся в центральной части страны, а предприятия-потребители стеклотары разбросаны по всей территории, стеклотару нередко нужно везти от заводов-изготовителей к предприятиям-потребителям на значительные расстояния. В случае с повторным использованием предприятия-потребители закупают стеклотару у местных пунктов приёма, в результате чего необходимость дальних транспортировок отпадает.
Кроме того, первичная стеклотара (новая, с завода) — вовсе не стерильна. Она не менее, если не более, грязная, чем вторичная — не только в пыли и тому подобных загрязнениях, полученных при хранении и транспортировке, а также, на нём имеются следы технологического машинного масла, которое смывается только после серьёзной обработки растворами. Таким образом, первичная (заводская) стеклотара должна проходить такой же полный цикл обработки, как и вторичная.

### Сбор
С основными видами вторичного использования стеклотары, такими как промышленное повторное использование по прямому предназначению в первоначальном виде (мытьё стеклотары), и, в меньшей степени, с переплавкой стеклобоя связан такой вид деятельности, как «сбор» или «сдача-приём» стеклотары (стекла).
Фразеологические выражения «сбор стеклотары», «сдавать стеклотару (бутылки, банки)», «сдача стеклотары», «приём стеклотары», «сдача-приём стеклотары» означают возврат гражданами стеклотары продавцу или сдачу её в специальные пункты приёма или приёмные автоматы для получения (возврата) залоговой стоимости, оплаченной по умолчанию покупателями при покупке товаров, расфасованных в стеклотару.
Собранная таким образом стеклотара, в конце концов, либо рециклируется, либо выбрасывается.
«Сдача-приём стеклотары» — распространённая практика как в СССР, так и на постсоветском пространстве. Более широко была распространена в СССР, ввиду практически полного отсутствия прочих видов тары (помимо стеклянной) для жидких продуктов.

## Особенности названий вторичной стеклотары

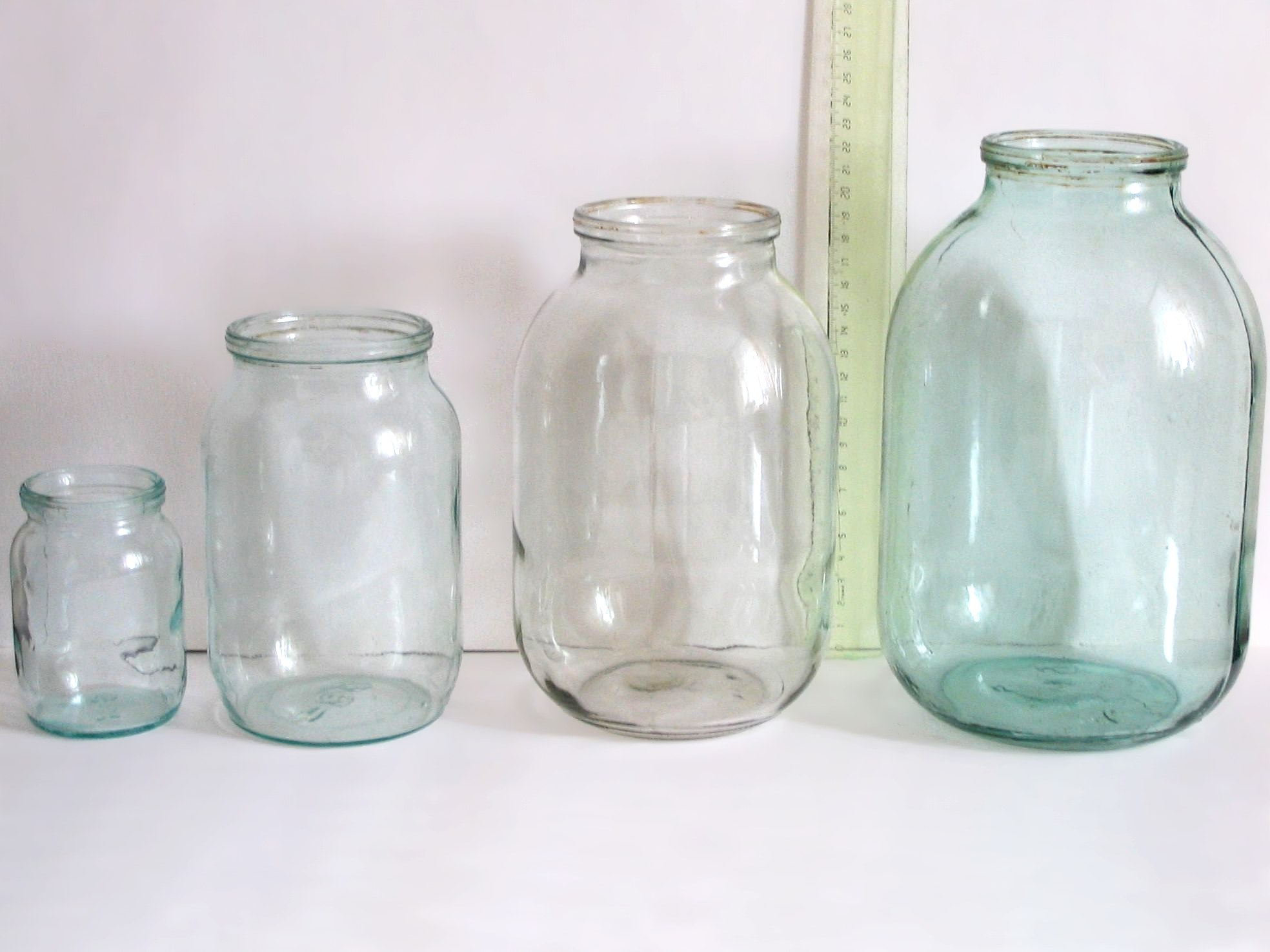
Стеклянные банки слева направо:
• двухсотпятидесятиграммовая банка («майонезная баночка»);
• литровая банка;
• двухлитровая банка;
• трёхлитровая банка.

Вторично используемую стеклотару очень часто называют по наименованию её наиболее распространённого первоначального содержимого.
Одним из вариантов является конструкция с применением предлога «из-под» и указанием наименования её первоначального содержимого, например: «бутылка из-под шампанского», «бутылка из-под портвейна», «банка из-под лечо», «баночка из-под майонеза».
Другим вариантом являются словосочетания типа: «винная (водочная, пивная, коньячная, лимонадная, пепсикольная, молочная) бутылка», «майонезная баночка».
Это весьма устойчивые обороты, хотя, как правило, первоначальное содержимое стеклотары не имеет большого значения, при том, что многие виды однотипной стеклотары могут использоваться для разного содержимого, а ряд типов стеклотары в настоящее время вообще практически не используется для содержимого, по которому они были названы (например, «майонезная баночка»).
Другой способ называть стеклотару вторичного использования — это название по объёму, причём в этих случаях предыдущее содержимое банки упоминается редко (исторически этот способ связан с высокой степенью унификации стеклотары в СССР). Наиболее популярными выражениями являются «трёхлитровая (двухлитровая, литровая, пол-литровая, семисотграммовая) банка», «пол-литровая бутылка» («поллитро́вка»).
Конкретные устойчивые выражения и наименования сильно зависят от типа стеклотары и исторического периода её употребления.

## В СССР и на постсоветском пространстве

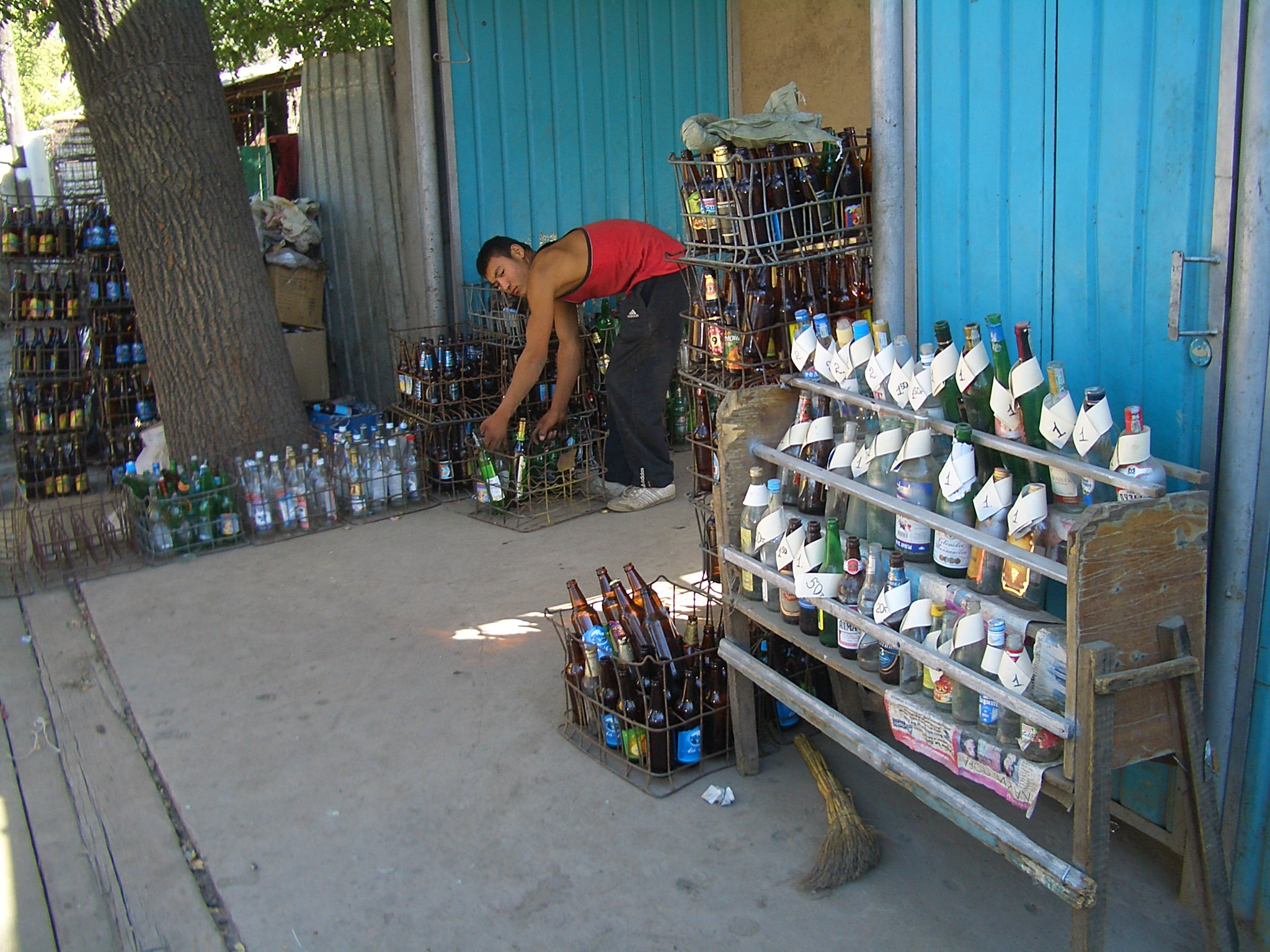
Приёмный пункт стеклотары в Бишкеке

Как уже было сказано ранее, в СССР получило широкое распространение повторное использование стеклотары в своём первоначальном виде без её разрушения, для чего она подвергалась многоэтапной мойке специальными растворами.
По изложенным выше соображениям, в СССР стеклотару не выкидывали, а сдавали для повторного использования по достаточно высоким тарифам. Так, залоговая стоимость пол-литровой бутылки из-под минеральной воды в 20 коп. (со 2 апреля 1977 года, до этого с 1961 года стоила 12 коп.) была вдвое дороже содержимого самой бутылки (10 коп.), а залоговая стоимость молочной бутылки (15 коп.) была сопоставима со стоимостью содержавшегося в ней пол-литра молока или кефира (15−20 коп.).
Стеклотару в СССР принимали в специальных «пунктах приёма стеклотары» или, для удобства населения, непосредственно в магазинах, осуществлявших продажу товаров, расфасованных в стеклотару (как правило, в продуктовых). При этом, приобретая в магазине новые товары, покупатель тут же сдавал пустые бутылки, возвращённая залоговая стоимость которых вычиталась при подсчёте общей стоимости покупки.
Как правило, наиболее широко и проще всего осуществлялась сдача молочных бутылок, ввиду фактически повсеместного оборота молочных продуктов и практически постоянного наличия в магазине специальных ящиков с ячейками для их перевозки (как правило, изготовленных из толстой и прочной стальной оцинкованной проволоки). Также и магазины при приёме новых партий молочных продуктов, привозимых автотранспортом молокозаводов, на место выгруженной из автомашин продукции тут же загружали ящики с принятой у населения порожней стеклотарой.
Таким образом, в процесс сдачи-приёма стеклотары были вовлечены самые широкие круги советских граждан.
Грязная стеклотара обратно в магазин или на приёмный пункт не принималась. Перед сдачей в магазин или на приёмный пункт граждане должны были самостоятельно помыть её в домашних условиях (изнутри от следов содержимого и снаружи от этикеток и загрязнений). Это позволяло максимально снизить затраты на окончательную мойку стеклотары горячими щёлочами до практически стерильного состояния на предприятиях, повторно использующих стеклотару.
Однако, не всегда приём-сдача прочих видов стеклотары (как бутылок, так и банок) была столь простым делом, часто из-за банального отсутствия ящиков для их перевозки и необходимости длительного хранения порожней тары на складах магазинов до момента прибытия новых партий соответствующих товаров, да и то, при наличии договорённости с предприятиями-производителями о приёме стеклотары для повторного использования.
Поэтому в СССР довольно распространённой была практика сдачи стеклотары на «пунктах приёма стеклотары», принимавших самую широкую номенклатуру стеклянной продукции, но, исключительно, соответствующую определённым стандартам. В немногих пунктах приёма нестандартная стеклотара принималась в относительно небольших количествах, как стеклобой, и пускалась потом в переплавку. Однако, приём стеклобоя был в СССР весьма редким явлением. Переплавка стеклотары и стеклобоя в СССР не была основным видом повторного использования. В связи с этим, нестандартная стеклотара магазинами и приёмными пунктами, как правило, не принималась и использовалась в быту в самых разнообразных целях.
При этом, даже среди стандартной стеклотары существовали определённые типы, которые весьма редко и довольно неохотно принимались даже в приёмных пунктах. Например, бутылки из-под шампанского, поскольку для складирования и перевозки данного вида стеклотары нужны были специальные ящики, эти бутылки не входили в ячейки для обычных бутылок — винных и «чебурашек». Таких ящиков было крайне мало, поскольку в магазины шампанское поступало, как правило, в картонных коробках (по 6 или 12 шт.). Помимо этого, эти бутылки занимали гораздо больше места, чем винные или «чебурашки». В отличие от ящика для обычных бутылок (винных и «чебурашек») на 20 шт., в ящик для бутылок из-под шампанского их входило крайне мало (максимум 12 шт.). Кроме того, заводов по производству шампанских или игристых вин было довольно немного, находились они, как правило, на значительном удалении от большинства пунктов приёма стеклотары. Таким образом, везти бутылки из-под шампанского на завод было весьма накладно и невыгодно. (В одной партии возвращаемой стеклотары было гораздо меньше бутылок, а расходов на бензин было гораздо больше). Крайне редкая разновидность стеклотары этого вида — бутылка, ёмкостью 1 литр, а также бутылки иностранного производства в пунктах приёма стеклотары вообще не принимались. Так что, бутылки из-под шампанского либо просто выбрасывались, как бесполезный мусор, либо использовались в быту под самые разнообразные нужды.
При этом, пункты приёма стеклотары были гораздо менее многочисленными и менее доступными для населения, по сравнению с магазинами, принимавшими стеклотару.
Несмотря на это, ранее в СССР, а также в нынешней постсоветской России существует такой вид «промысла», как поиск и сдача выброшенной кем-либо стеклотары, являющийся наиболее доступным и важным источником доходов для лиц с низким уровнем жизни. В настоящее время, как и ранее, этим промыслом, в основном, занимаются пенсионеры, бездомные и лица, злоупотребляющие спиртными напитками (хронические алкоголики). Но в советские времена этим видом деятельности не пренебрегали дети, студенты, молодые специалисты (аспиранты и выпускники ВУЗов), имевшие зарплату в несколько раз меньшую зарплаты рабочих, и все те, кто хотел на этом заработать.
Любопытный факт:
Среди студентов физико-математических и технических специальностей советских ВУЗов ходило шутливое определение: Производная от выпивки — это выпивка, которую можно приобрести на деньги, вырученные в результате сдачи стеклотары от первоначально закупленной выпивки. Выпивка считается существенной, если её вторая производная отлична от нуля.
Кстати, заработать было можно совсем неплохо: для получения дохода в 100 рублей достаточно было сдать 500 бутылок по цене 20 копеек. Тем более, что, ввиду практически полного отсутствия в СССР других видов тары для самой широкой номенклатуры жидких продуктов, помимо стеклянной, бесхозной стеклотары тогда было немало.
Стеклотару не просто бросали, где попало, граждане с низкой социальной ответственностью, но и «вполне культурно» оставляли в урнах для мусора и возле них (часто бутылки уже просто не вмещались в урну), не желая куда-то нести её и сдавать. Много стеклотары скапливалось в местах массового отдыха, поскольку, практически все прохладительные напитки (лимонады, минералка, соки, пиво и т. п.) продавались в местах отдыха, упакованными в стеклотару, или приносились гражданами с собой (на футбольные матчи и прочие спортивные соревнование/мероприятие, в целях безопасности, проносить напитки в стеклотаре было запрещено), также в стеклотаре. Особенно в этом отношении отличались курорты, где отдыхающие потребляли массу прохладительных напитков, а сдать стеклотару была большая проблема ввиду постоянного недостатка ящиков для неё (часто висела табличка «Нет тары»). Этим неплохо пользовалось местное население, знающее, куда можно сдать стеклотару или имеющее определённые договорённости с приёмными пунктами (например, сдавать стеклотару по цене, меньшей, чем залоговая стоимость). Занимаясь данным промыслом, можно было на курорте за летний сезон, как тогда говорили, «заработать на „Жигули“» (то есть, около 5000 руб.) и это вовсе не было аллегорией.
Поэтому, столь прибыльный вид деятельности в определённой степени регулировался теневым образом. К примеру, были «поделены» между сборщиками стеклотары участки территории, на которых то или иное лицо осуществляло сбор, появившиеся чужаки либо просто предупреждались о вторжении на «чужую территорию» и необходимости её покинуть, либо подвергались «мерам воздействия» и выдворялись силой. Были поделены между сборщиками даже те или иные направления движения и конечные станции пригородных электропоездов. Как уже упоминалось выше, большие объёмы стеклотары сдавалась профессиональными сборщиками в пункты приёма по договорённости с приёмщиками (по цене, меньше, чем залоговая стоимость или только «от своих») ввиду постоянного (намеренного или естественного) дефицита ящиков для её транспортировки. Поэтому профессия приёмщика стеклотары была в определённой степени престижной и прибыльной (поскольку приносила, как тогда говорили, «нетрудовые доходы»; при этом сбор и сдача стеклотары за деньги нетрудовыми доходами не считались).
В постсоветское время стационарные пункты приёма стеклотары практически полностью ликвидированы ввиду дороговизны накладных расходов на их содержание (зарплата приёмщиков, работающих полный рабочий день, оплата аренды, коммунальных услуг и т. п.), поэтому, как правило, приём стеклотары осуществляется в нестационарных точках или «с колёс» — прямо на грузовые автомашины, перевозящие стеклотару на предприятия, осуществляющие её повторное использование. При этом, в отличие от СССР, не существует твёрдых тарифов при приёме стеклотары, приём осуществляется «по договорной цене». В связи с чем, понятие «залоговая стоимость» потеряло свою актуальность для стеклотары. По сравнению с советскими залоговыми ценами на стеклотару современные договорные закупочные цены гораздо ниже. Это делает сбор и сдачу стеклотары низкодоходной или вовсе нерентабельной деятельностью.
В немногих сохранившихся пунктах приёма стеклотары ассортимент принимаемой продукции различен. Одни пункты могут принимать только изделия конкретного производителя, другие принимают абсолютно всё, включая стеклобой; в последних принимаются также разбитые и любые нестандартные бутылки и банки по цене стеклобоя. «Белый» стеклобой (то есть, прозрачное пищевое стекло) принимается, как правило, дороже «цветного».

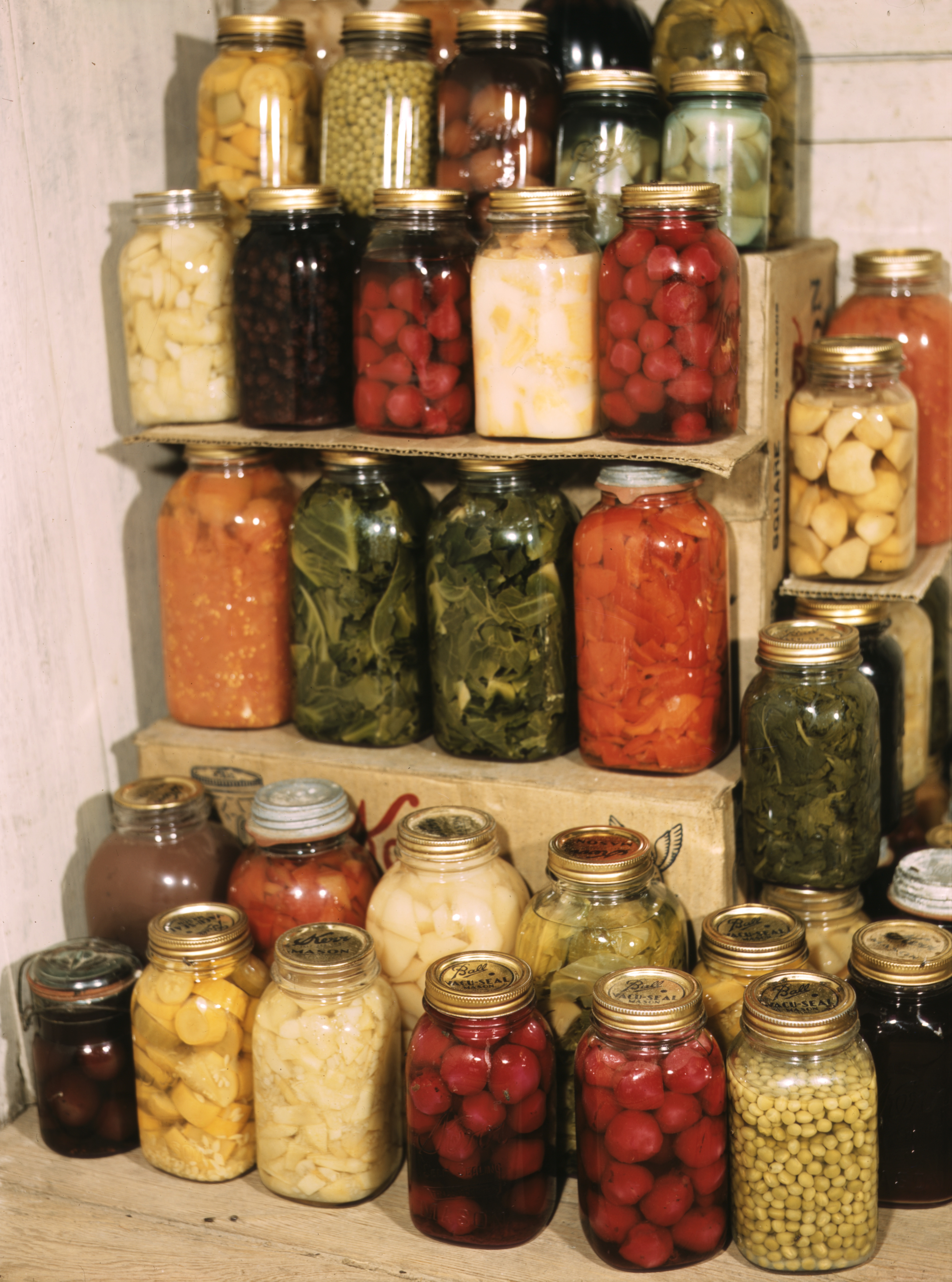
Домашние заготовки в стеклянных банках в США времён Второй мировой войны 1939—1945.

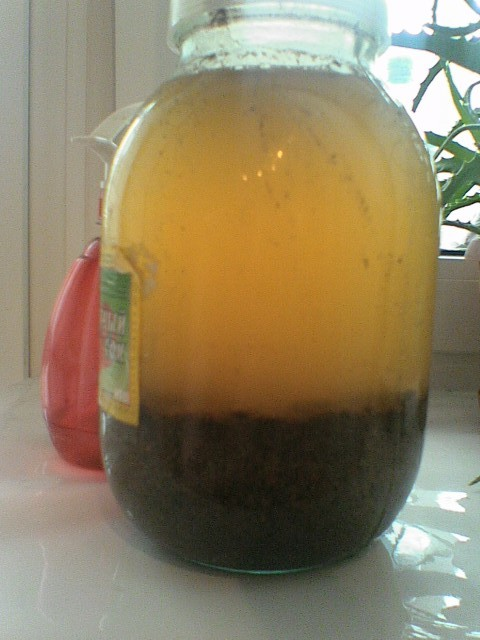
Домашний хлебный квас, сбраживаемый в двухлитровой банке

## В других странах

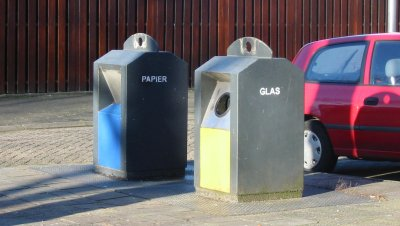
Баки для сбора старого стекла (справа) и старой бумаги (слева), Нидерланды

Во второй половине XX века насущным стал вопрос рециклирования старой стеклотары. Это было связано с формированием, так называемого, «общества потребления»: если ранее стеклотара выбрасывалась лишь после прихода в негодность, а производилось её не очень много, то теперь выбрасывается огромное количество стеклянных упаковок сразу же после использования их содержимого.
В настоящее время в большинстве стран Европы налажен сбор и переработка старой стеклотары. При этом основным видом вторичного использования стеклотары в западных странах является переплавка битого стекла, когда старое стекло используется для изготовления нового.
Рекордсменом являются Нидерланды, где переработке подвергаются 78 % процентов старой стеклотары (в среднем каждый житель этой страны использует 30 кг стеклянных упаковок в год, цифры на 2003 год).
Интересно, что сбор старой стеклотары для последующей переработки начался в Нидерландах по инициативе группы домохозяек. В 1972 году их стараниями в этой стране появились первые баки для старой стеклотары.

## По странам мира

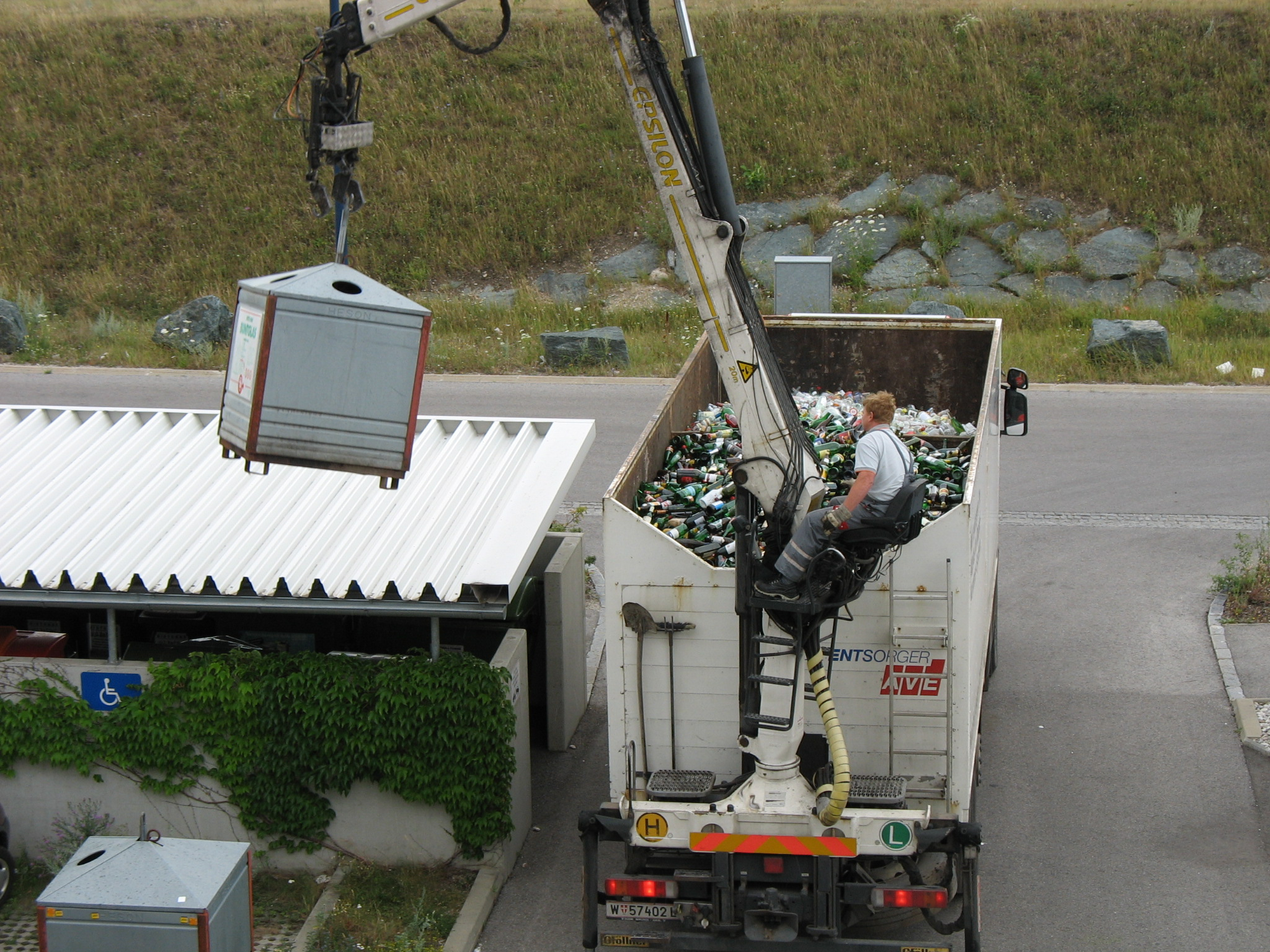
Перегрузка собранных бутылок в автомобиль в Вене

### Европа
| Страна          | 2019 |
| --------------- | ---- |
| Австрия         | 86%  |
| Бельгия         | 98%  |
| Болгария        | 78%  |
| Хорватия        | 53%  |
| Республика Кипр | 47%  |
| Чехия           | 79%  |
| Дания           | 87%  |
| Эстония         | 65%  |
| Финляндия       | 98%  |
| Франция         | 77%  |
| Германия        | 84%  |
| Греция          | 31%  |
| Венгрия         | 29%  |
| Ирландия        | 84%  |
| Италия          | 87%  |
| Латвия          | 69%  |
| Литва           | 57%  |
| Люксембург      | 98%  |
| Мальта          | 29%  |
| Нидерланды      | 87%  |
| Норвегия        | 98%  |
| Польша          | 67%  |
| Португалия      | 56%  |
| Румыния         | 63%  |
| Словакия        | 75%  |
| Словения        | 99%  |
| Испания         | 80%  |
| Швеция          | 99%  |
| Швейцария       | 98%  |
| Турция          | 14%  |
| Великобритания  | 72%  |

## Нестандартное использование

### Стеклотара как оружие
Боевое оружие
- Стеклотара применяется при производстве «коктейлей Молотова», являющихся самым настоящим боевым оружием, применяющимся, главным образом, против автомобилей и бронетехники. Правила обращения с «коктейлями Молотова» законодательством ряда стран регламентируются в той же степени, как и обращение с холодным и огнестрельным оружием, а нарушения правил в целом ряде случаев квалифицируются как преступление и подлежат уголовной ответственности[5][6][7].

Холодное оружие
- Целая пустая бутылка издавна использовалась как метательное оружие. Метко запущенная бутылка могла стать причиной потери сознания или более серьёзных повреждений и, как следствие — окончательного превосходства в поединке.
- Также целая пустая бутылка издавна использовалась как оружие ближнего боя (обычно в драке) вместо дубинки. Особенно опасны в данном отношении массивные и прочные бутылки из-под шампанского.
- Разбитая бутылка также иногда используется как колюще-режущее холодное оружие. Для этого важно правильно отбить донышко бутылки и не допустить растрескивания стенок. Полученное оружие носит название «розочка», в силу сходства с бутоном розы.

### В искусстве и дизайне

Бутылочный дом в Гяндже

- Архитектура

Строительство домов из бутылок — довольно популярное применение стеклотары из мира экзотики. Вот пример: Витас Янускявичус строит дом из бутылок
- Скульптура

Настенная композиция (недоступная ссылка)
Башни
Красиво…
- Дизайн

стадия 1 стадия 2 стадия 3 стадия 4 стадия 5 стадия 6
Банки с «начинкой»
- Рисунки на стеклотаре

Лица

### Антиквариат и коллекционирование

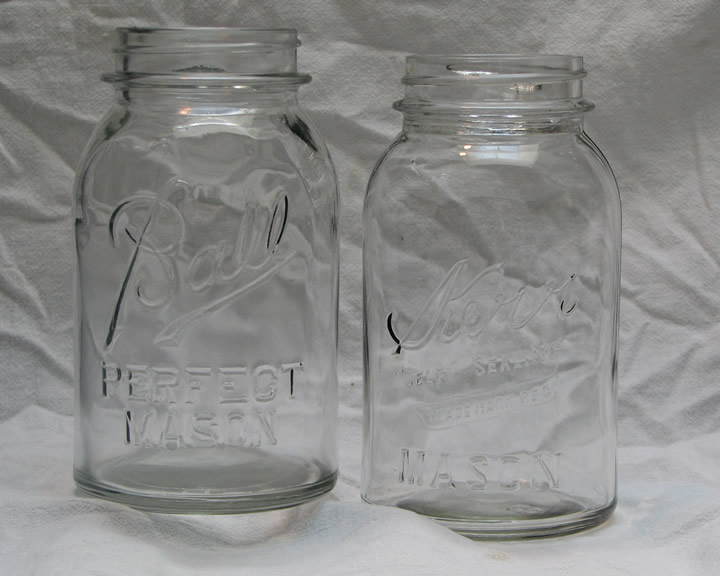
Коллекционные (антикварные) стеклянные баночки

Использованная стеклотара иногда является предметом антиквариата и даже является объектом коллекционирования. При этом коллекционируют как бутылки, так и банки. Объекты коллекционирования ищут в антикварных магазинах и аукционных сайтах, таких как eBay.
Антикварная или коллекционная ценность предмета стеклотары зависит от его возраста, степени редкости и текущего фактического состояния. Возраст и редкость определяется цветом, формой, пресс-формой, производственной маркой и способом закрывания.
Так, большинство антикварных банок, которые не являются бесцветными, имеют голубоватый оттенок, известный как «Ball-blue», названный так по имени распространённого производителя банок для кофе. Стеклотара из цветного (как правило, тёмно-коричневого или тёмно-зелёного) стекла считается предпочтительной для пищевых продуктов длительного хранения, а также чувствительных к воздействию солнечного света. Такая стеклотара препятствует проникновению света к содержащимся в ней продуктам, что способствует длительному сохранению их вкуса и питательной ценности. Реже банки имеют янтарный, ещё реже — синий кобальтовый, чёрный, и молочно-белый цвет.
При продаже антикварной стеклотары некоторые недобросовестные дилеры могут облучать её для придания стеклу оттенков, повышающих ценность предмета стеклотары.
Примеры коллекций стеклотары:
- Коллекция бутылок из-под Боржоми
- Коллекция старинных бутылок Михаила Сурова

### Контейнер для ценностей
Стеклянные банки удобно использовать для тезаврации ценностей. Так, по данным украинской прессы, в литровую банку вмещается до 750 штук стодолларых купюр, что составляет сумму 75 тыс. долл. США. Для более надёжного хранения герметично укупоренная банка может быть закопана в землю.